# Los triunfadores
Los triunfadores es una película mexicana de drama estrenada en 1978 dirigida por Javier Durán. Está protagonizada por Jose Maria Napoleón. Filmada en locaciones de Los Ángeles, California (Estados Unidos).

## Trama
El cantante Fernando «El amarillo» y sus amigos Jaime «El tamal», Ilianov «El foco», Guillermo «El cerdo» y Juan «La tía» forman el grupo musical Los triunfadores. Les ayuda como mandadero el tímido Blondiu. Fernando tiene relaciones con Rocío, que aunque le corresponde también es amante de un hombre mayor que le da regalos. Fernando sospecha la infidelidad y convence al grupo de hacer una gira a Los Ángeles.

## Reparto
- José María Napoleón como Fernando («Napoleón»)
- Javier Ruán como «el Tamal»
- Arturo Alegro
- Salvador Pineda
- Luis Mercado
- Antonio Aguilar
- Flor Silvestre
- Antonio Aguilar hijo
- Pepe Aguilar
- Jaime Fernández
- Fabián Ruiz
- Salvador Aguilar
- Beatriz Arroyo
- Ada Carrasco como Mamá de Fernando
- Miguel Ángel Ferriz
- Eleazar García
- Benito Raúl Ibarra
- Arlette Pacheco
- Yogi Ruge
- Luis Mariano Salinas
- María Sorté
- Liza Willert

## Banda sonora
- «Amor de habitación», escrita e interpretada por José María Napoleón.
- «Pajarillo», escrita e interpretada por José María Napoleón.
- «Después de tanto», escrita e interpretada por José María Napoleón.
- «La vida», escrita e interpretada por José María Napoleón.
- «Vive», escrita e interpretada por José María Napoleón.